# Gabriel Urbánek (fotograf)
Gabriel Urbánek (*  17. 5. 1948, Praha) patří k nejvýznamnějším fotografům skla. Jeho fotografie byly použity k ilustraci mnoha desítek knih, monografií, katalogů výstav, prezentací výtvarníků, odborných článků a časopisů po celém světě. Počátek jeho fotografické kariéry souvisí s prudkým rozvojem českého ateliérového skla a Gabriel Urbánek se svými fotografiemi zasloužil o mezinárodní věhlas nejméně dvou generací českých sklářských výtvarníků. Několik knih, na kterých se podílel, získalo ocenění Nejkrásnější kniha roku.

## Život
Je synem lékaře-internisty a balneologa MUDr. Gabriela Urbánka (1914-), který byl v letech 1932-1934 externím studentem Ukrajinské akademie v Praze a celý život se zabýval i malbou a sochařstvím. Roku 1935 spolupracoval jako scénograf s E.F. Burianem v Mozarteu. Matka byla doktorka přírodních věd a zabývala se ilustrací. 
Gabriel Urbánek v letech 1963–1967 vystudoval fotografii na Střední průmyslové škole grafické v Praze na Újezdě u prof. Josefa Ehma. Po odchodu J. Ehma byl ze školy vyloučen pro neshody s ředitelem školy a nesměl dostudovat v Praze. Maturoval proto na Střední škole uměleckoprůmyslové v Brně u prof. Karla O. Hrubého. Složil přijímací zkoušky ke studiu dějin umění na tamní Univerzitě Jana Evangelisty Purkyně, ale tento obor se roku 1968 neotevřel. Nastoupil proto jako pomocná síla do UPM v Praze. UPM bylo tehdy součástí Národní galerie a zpočátku patřil do skupiny, která instalovala výstavy. Teprve po roce 1968, když tehdejší fotografka UPM emigrovala do Kanady, získal místo fotografa. Ve fotografování skla je samoukem, ale mohl se poučit na černobílých fotografiích Jindřicha Broka (1912-1995), který byl před válkou rovněž žákem Josefa Ehma a patřil k nejlepším interpretům skla. Brok fotografoval převážně pro UPM, Skloexport, ÚBOK a časopis Glasrevue a přednášel na FAMU. Brok schvaloval i Urbánkovo přijetí do Svazu výtvarných umělců počátkem 80. let, které mu umožnilo pracovat jako fotograf na volné noze.
Na přelomu 70. a 80. let se Urbánkovy černobílé fotografie skla pro časopisy staly důležitým zprostředkovatelem umění řady sklářských výtvarníků. Od roku 1973 spolupracoval s Pavlem Trnkou.  V 80. letech spolupracoval zejména s Pavlem Hlavou, Vladěnou Klumparovou, Zdeňkem Lhotským, Františkem Janákem, Vladimírem Kopeckým a Petrem Vlčkem, Stanislavem Libenským a některými jeho žáky - Alešem Vašíčkem, Marianem Karlem, Jaromírem Rybákem ad.  V 90. letech byl fotografem také v soukromém sklářském muzeu v Passau, kde dokumentoval rozsáhlou sbírku českého skla. Kromě toho fotografuje pro sklářská muzea v Rakousku, Dánsku, Londýně, v Novém Boru a Kamenickém Šenově, spolupracuje s firmou Moser na jejích kalendářích a 30 let s časopisem Glassrevue a 20 let s New Glass. Věnuje se i reklamní fotografii (Skloexport, Gerber, Beefeater, Techo, Vicky Tiel Perfumes) a pořádá workshopy ateliérové fotografie a fotografie skla pro studenty VŠUP. V UPM fotografuje převážně sklo a spolupracuje s Ondřejem Kocourkem, který se věnuje ostatním sbírkovým předmětům a je spoluautorem některých publikací. 
Gabriel Urbánek je ženatý s designérkou nábytku Helenou Brožkovou. Dcera Silvie (*1969) absolvovala grafický design na VŠUP u prof. Zdeňka Zieglera, syn Lukáš (*1973) absolvoval obor animovaný film u Jiřího Barty a pracuje jako ilustrátor a animátor.

### Ocenění
- 2002 Nejkrásnější kniha roku Milena Klasová: Stanislav Libenský a Jaroslava Brychtová (fotograf)
- 2008 2. místo v ceně Svazu polygrafických podnikatelů za vynikající polygrafické zpracování knihy Gabriel Urbánek: Obrazy, Sochy
- 2010 Gloria musealis za knihu Biedermeier: Umění a kultura v českých zemích 1814–1848 (fotograf)
- 2012 Czech Grand Design: Fotograf roku za fotografie v knize Jan Mergl: Z Nového Světa do celého světa / 300 let harrachovského skla a za fotografie v knize Eva Uchalová: Pražské módní salóny 1900-1948 (ve spolupráci s O. Kocourkem)[12]

## Dílo
Za studií vykonával praxi jako fotograf ČTK a Lidové demokracie. Roku 1965 měl příležitost fotografovat americkou rodinu Gilles, která projížděla Československem v obytném žebřiňáku. Fotky, které roku 1966 vystavil na pražské Koleji 5. května, byly vzápětí rozkradeny.
Gabriela Urbánka ovlivnilo studium u Josefa Ehma, který své žáky nutil fotografovat sklo a jiné materiály s členitým povrchem. Bral je na návštěvy k Josefu Sudkovi, kde měli možnost prohlížet jeho fotografický archiv. Fotografováním skla se po válce zabýval zejména Jindřich Brok. Josef Ehm i Jindřich Brok se věnovali výhradně černobílé fotografii a oba ve své době představovali absolutní špičku v oboru. Spolu se Sudkem ovlivnili i Urbánkovy první fotografie skla ze 70. let, kde používal výřezy, necentrální kompozici a nadhled. Počátkem 70. let využíval techniku prosvěcování a skleněné objekty převáděl až do grafické podoby. Rychle si prosadil vlastní názor na sklo a vypracoval vlastní autorský rukopis.
Po nástupu do UPM fotografoval Gabriel Urbánek veškeré druhy sbírkových předmětů, ale jeho specializací je především sklo. Zejména historického skla, které je ve sbírce UPM bohatě zastoupeno, fotografoval několik tisíc kusů. Dokáže přitom zdůraznit dokonalost jejich zpracování tak, že působí jako skutečné poklady. Postupně se stal vůdčí osobností v barevné fotografii skla, která udává trendy a určuje kvalitu. Od roku 1973 přešel od černobílé fotografie k barevným diapozitivům. Jeho fotografie jsou snadno rozpoznatelné díky dokonalé práci se světlem, kompozici i citlivému fotografickému cítění.
U moderního skla se snaží porozumět osobnosti skláře a pohnutkám, které vedly k vytvoření díla. Domnívá se, že sklo musí mluvit samo za sebe a razí pojetí pravdivé, dokonale popisné a čisté fotografie bez aranží a zbytečných optických efektů. Volí neutrální bílé nebo šedé pozadí a nekonečný prostor nebo vodorovný horizont, bez zrcadlení, vržených stínů nebo odlesků. Jeho cílem je interpretovat sklo věrohodně, aby galerista nebo kupec nebyl fotografií ovlivněn. Pracuje důsledně s pečlivým nasvícením, které zvýrazní např. barevné přechody nebo jemnou rytinu barokního skla. Jeho fotografie jsou technicky precizní, ale sklo na nich působí přirozeně jak je vidí lidské oko - podle Jana Rouse jsou "promyšlenou reportáží o věcech".
Jako fotograf, který dosáhl mistrovství během 30 let fotografování na film a diapozitivy, brání se dodatečným úpravám fotografií které by nějakým způsoben narušily celkový dojem z díla i když začal používat digitální kameru.  Výjimkou jsou expozice, které je obtížné nasvítit z jednoho místa, kde využívá metodu s níž ho seznámil prof. Ehm. Výslednou fotografii skládá v počítači z několika statických expozic, které se liší nasvícením. Digitálně začal fotografovat až v době, kdy fotografie z digitální kamery Hasselblad poskytovaly kvalitu srovnatelnou s velkoplošným barevným diapozitivem. Jednou z prvních knih s výhradně digitálními Urbánkovými fotografiemi byla roku 2006 publikace Sklo a světlo. 150 let sklářské školy v Kamenickém Šenově: 1856-2006
Někteří sklářští výtvarníci, jako Vladimír Kopecký, spolupracují výhradně s ním a oceňují jeho schopnost vystihnout podstatné kvality díla. Když fotografuje např. hutní plastiky Libenského a Brychtové, zdůrazňuje jejich skulpturální kvality - hmotu, objem a strukturu povrchu a nikoli efekty vzniklé při průchodu zadního světla. Libenský i Brychtová tento jeho názor akceptovali a s Urbánkovým pojetím se ztotožnili.
Kvalita Urbánkových fotografií skla vynikne i v mezinárodním srovnání např. s německými katalogy Coburger Glaspreis. Kromě sbírek Uměleckoprůmyslového muzea v Praze dokumentoval i muzejní sbírky v Japonsku, Jižní Koreji a v Číně. Jako fotograf spolupracoval s vydavatelstvími Artia, Passavia, Aventinum ad., se sklářskými školami nebo firmami Moser a Skloexport.

### Výstavy
- 1992 Gabriel Urbánek: Fotografie českého pavilonu na Expo´92 v Seville, Technické muzeum v Praze[28]
- 1998 Glasintallationen im architektonischen Raum: Fotografien von Gabriel Urbánek, Tschechisches Zentrum Berlin
- 2018 Gabriel Urbánek: Glass in Photography 1990-2018, Dům u Černé matky boží, Praha[29]
- 2021 Gabriel Urbánek – Over the Top, Galerie G18, Zlín

### Fotografie G. Urbánka ve sbírkách
- Glasmuseum Passau, Německo
- Moravská galerie v Brně[30]
- Uměleckoprůmyslové museum v Praze
- Západočeská galerie v Plzni
- Museum Kampa, Praha
- Střední uměleckoprůmyslová škola sklářská, Železný Brod

### Publikace (výběr)
- České sklo 17. a 18. století s úvodní expozicí středověkého skla, UPM Praha 1970 (s J. Brokem)
- Český plakát 1890-1914, UPM Praha 1971
- Delftská fajáns ve sbírkách Uměleckoprůmyslového muzea v Praze, 1973
- České sklo 1800–1860, UPM Praha 1977
- České sklo 19. století ze sbírek UPM, 1977
- České sklo 19. století ze sbírek UPM a Moravské galerie v Brně, 1979
- Lavabo – flakon: hygienické a toaletní náčiní pěti století, 1979 (s Janem Svobodou)
- Staré české sklo, Pressfoto 1981
- Czechoslovakian Glass 1350–1980, Corning Museum of Glass, New York 1981
- Cubismo cecoslovacco: architetture e interni, 1982 (s P. Štechou)
- Umělecké řemeslo, Pressfoto 1983
- 300 Years of Bohemian Glass and Costume Jewellery, Hokkaido Museum of Modern Art 1983
- Skvosty uměleckého řemesla Pressfoto 1988
- Verres de Bohême 1400 1989 Chefs-d'oeuvre des musées de Tchécoslovaquie Musée des Arts Décoratifs, Paříž, New York 1989
- Das Böhmische Glas 1700-1950, Passauer Glasmuseum 1995, ISBN 3-927218-63-4
- Legenda o českém skle, 1999
- České sklo, 2001
- Stanislav Libenský, Jaroslava Brychtová, 2002
- Sklo a světlo. 150 let sklářské školy v Kamenickém Šenově, 2006
- Biedermeier. Umění a kultura v českých zemích 1814-1848, Praha 2008
- 100 % sklo. Sklářská škola v Železném Brodě, 2010
- Z Nového světa do celého světa. 300 let harrachovského skla, Praha 2012
- České sklo, 2018

### Spoluautor publikace
- Jiří Šetlík, Jiří Tomáš Kotalík: Gabriel Urbánek: Obrazy, sochy, Galerie Diamant, Praha 2008
- Seznam publikací na kterých se podílel uvádí např. abART[31]

## Galerie

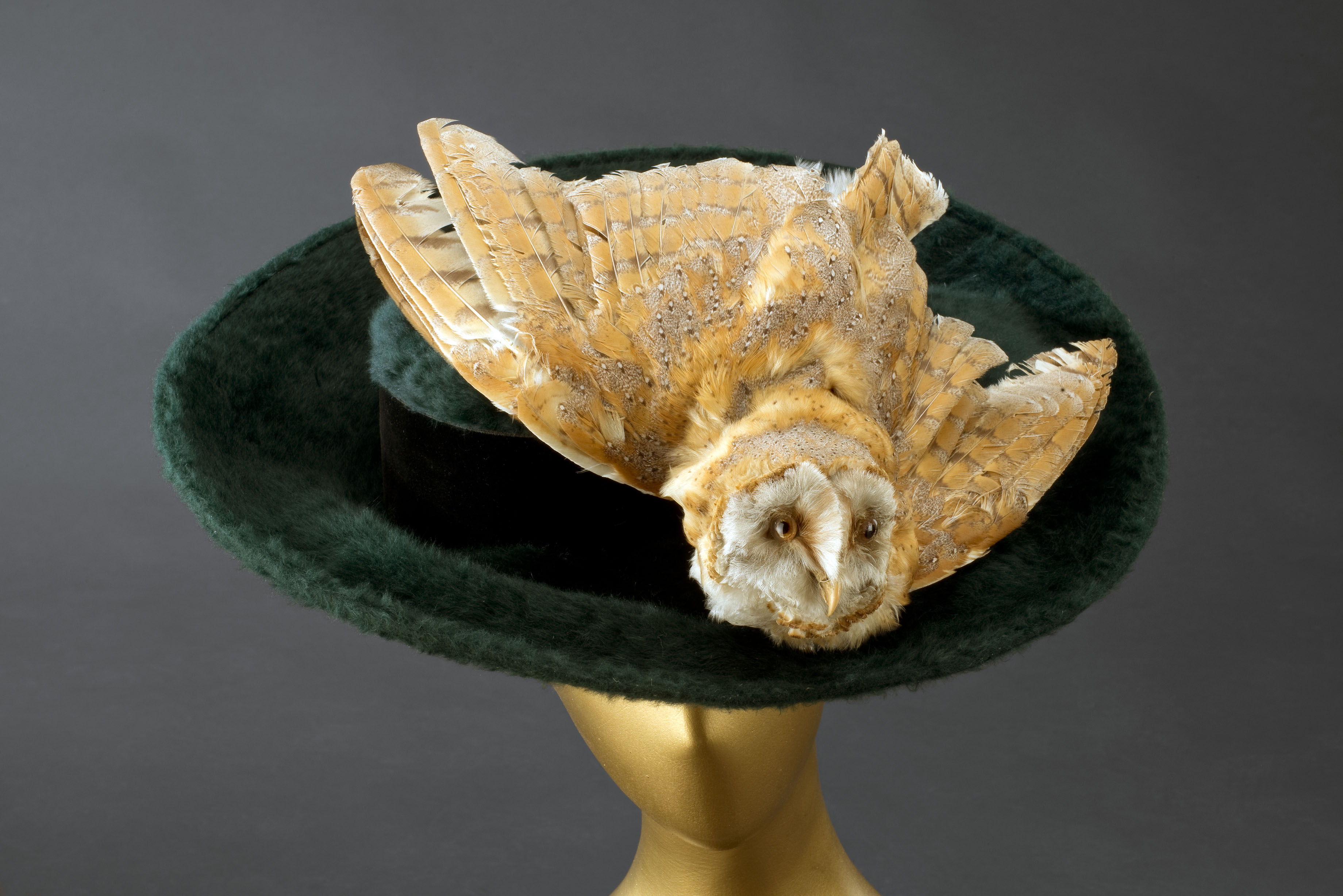
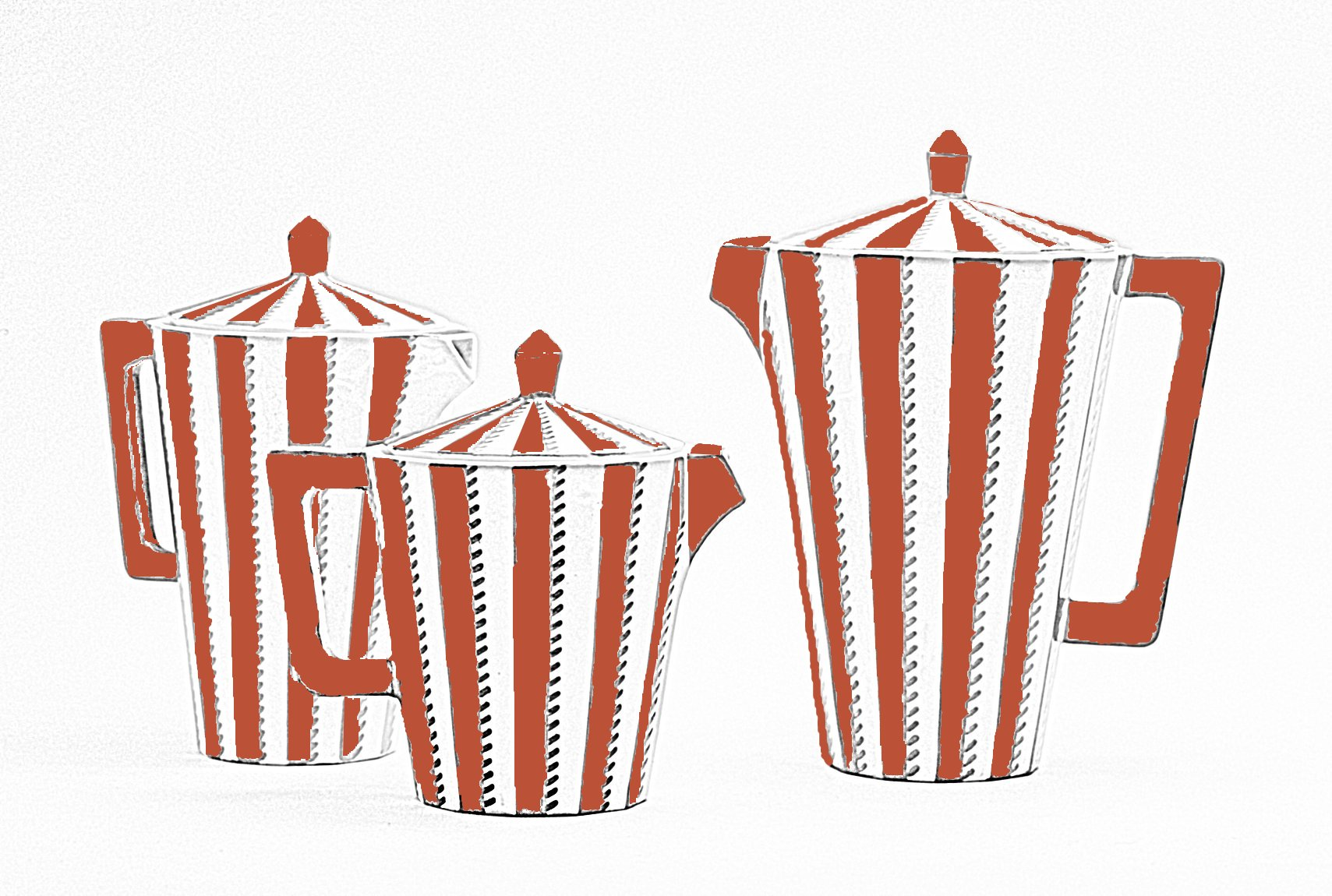
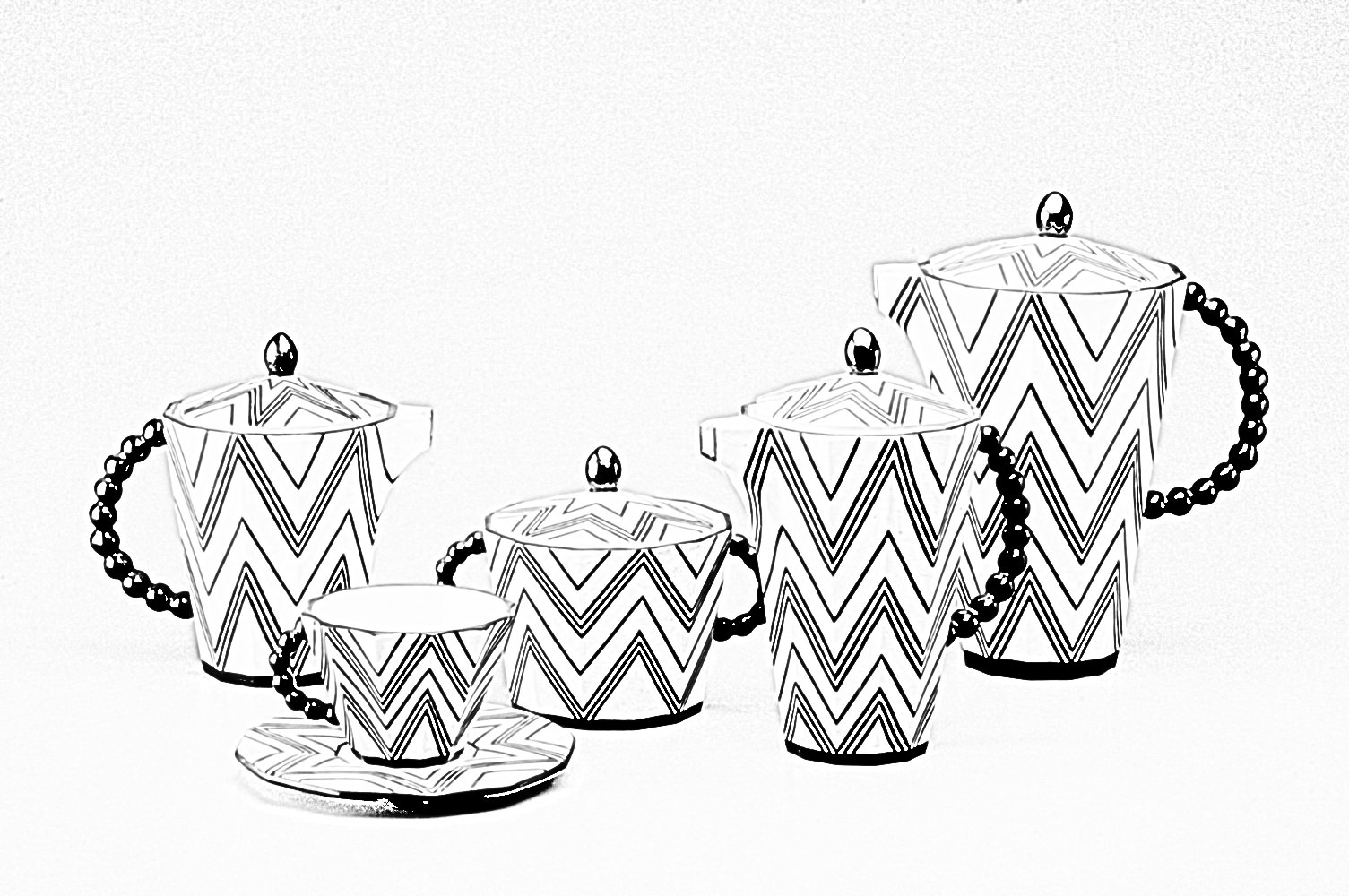
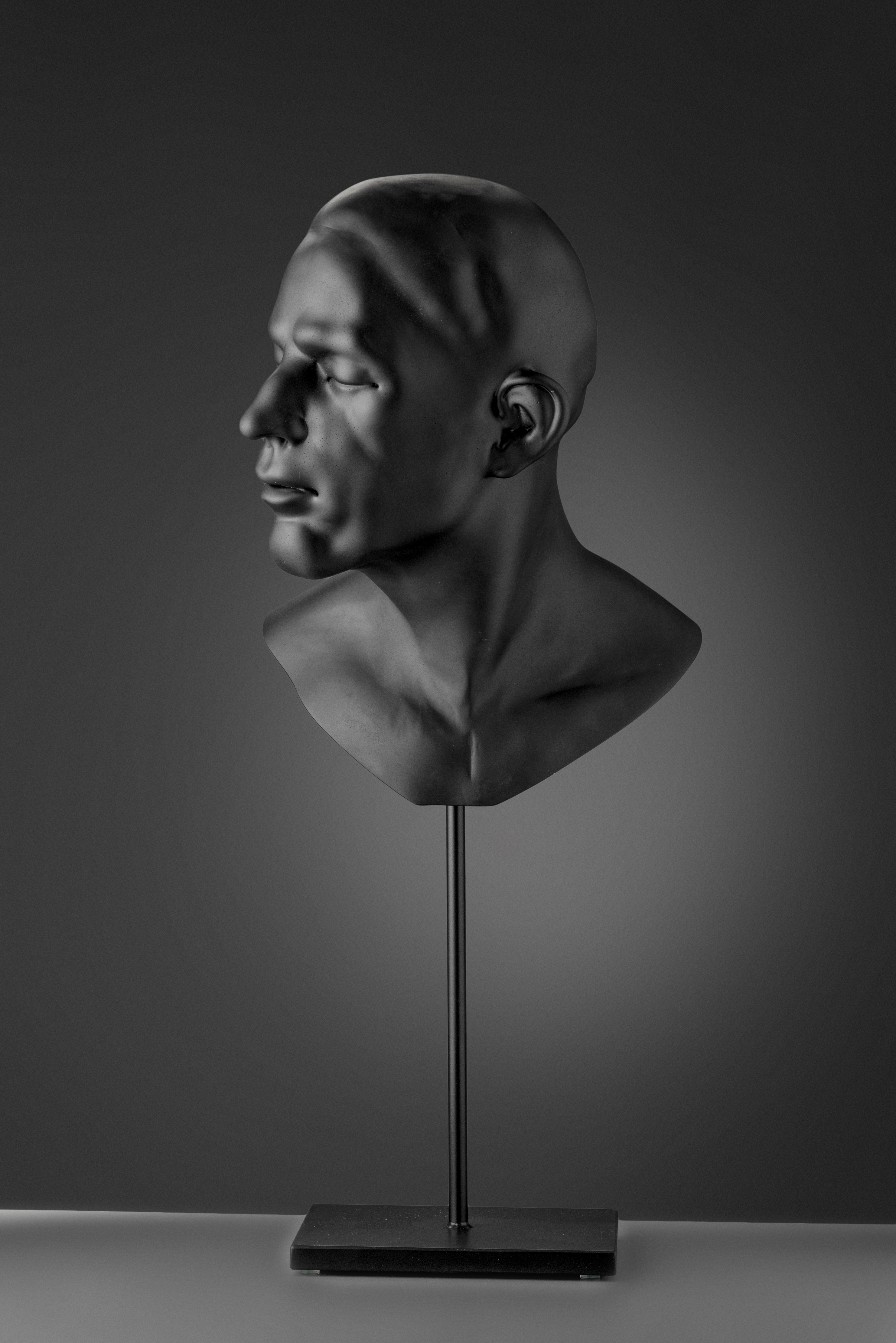
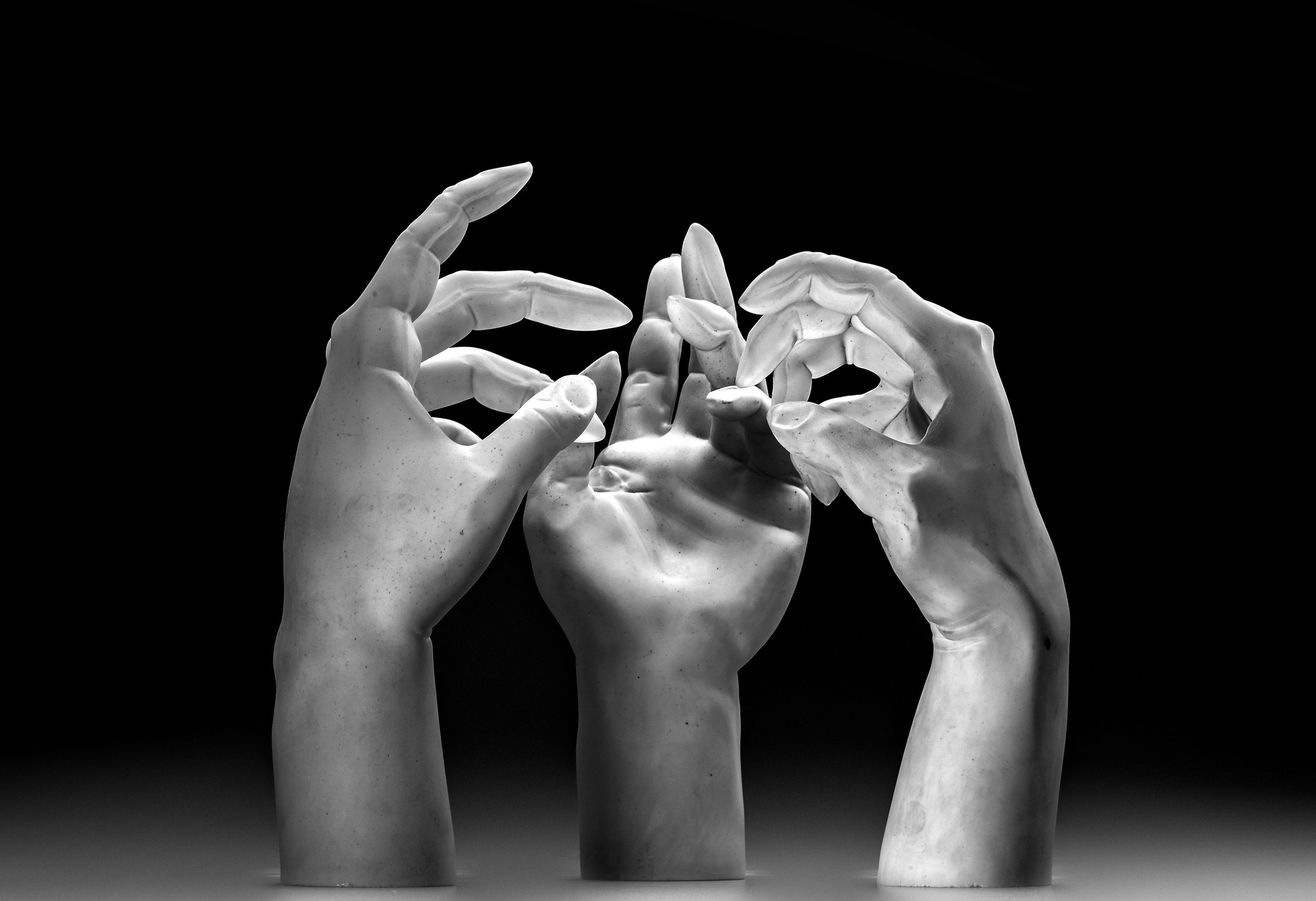
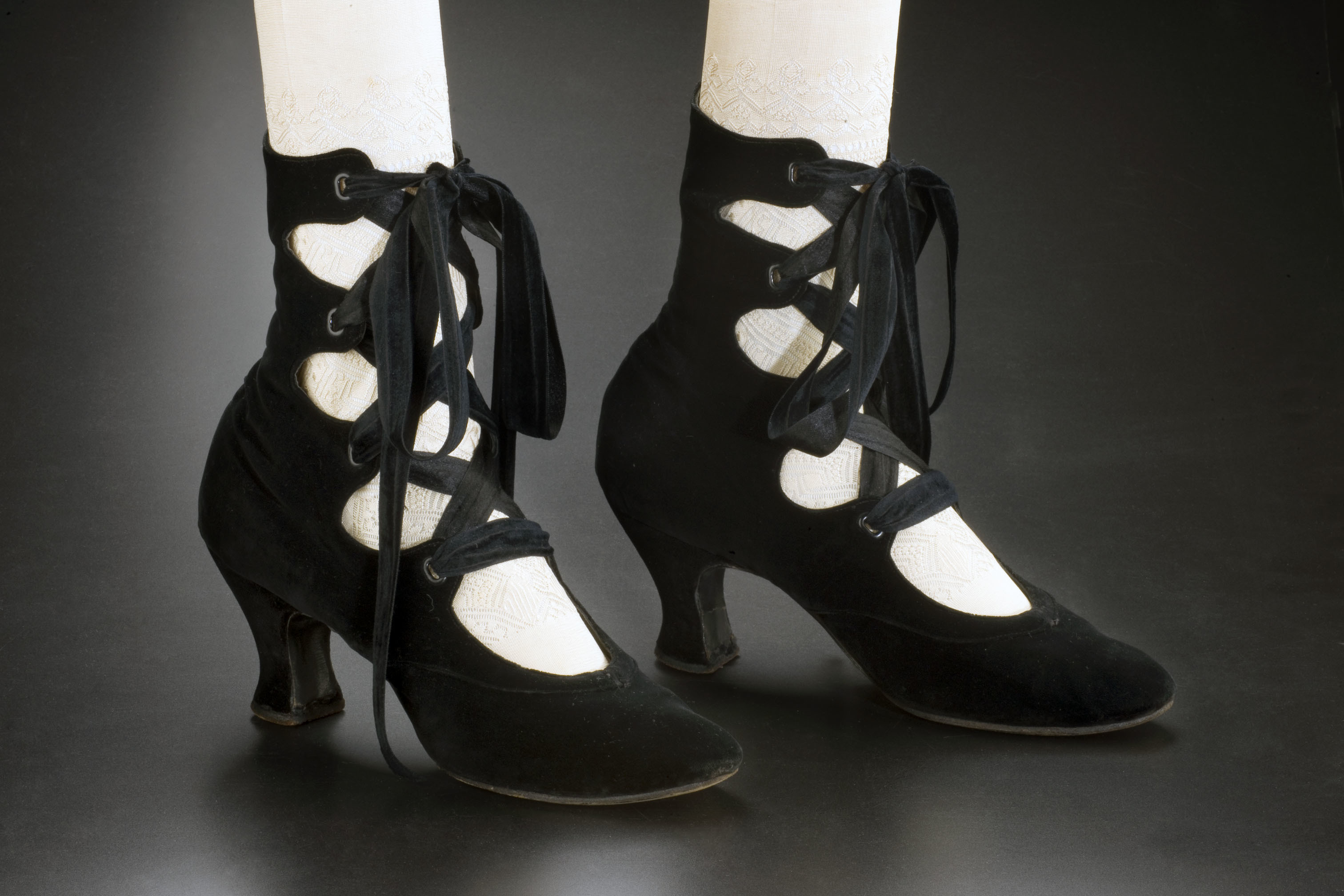
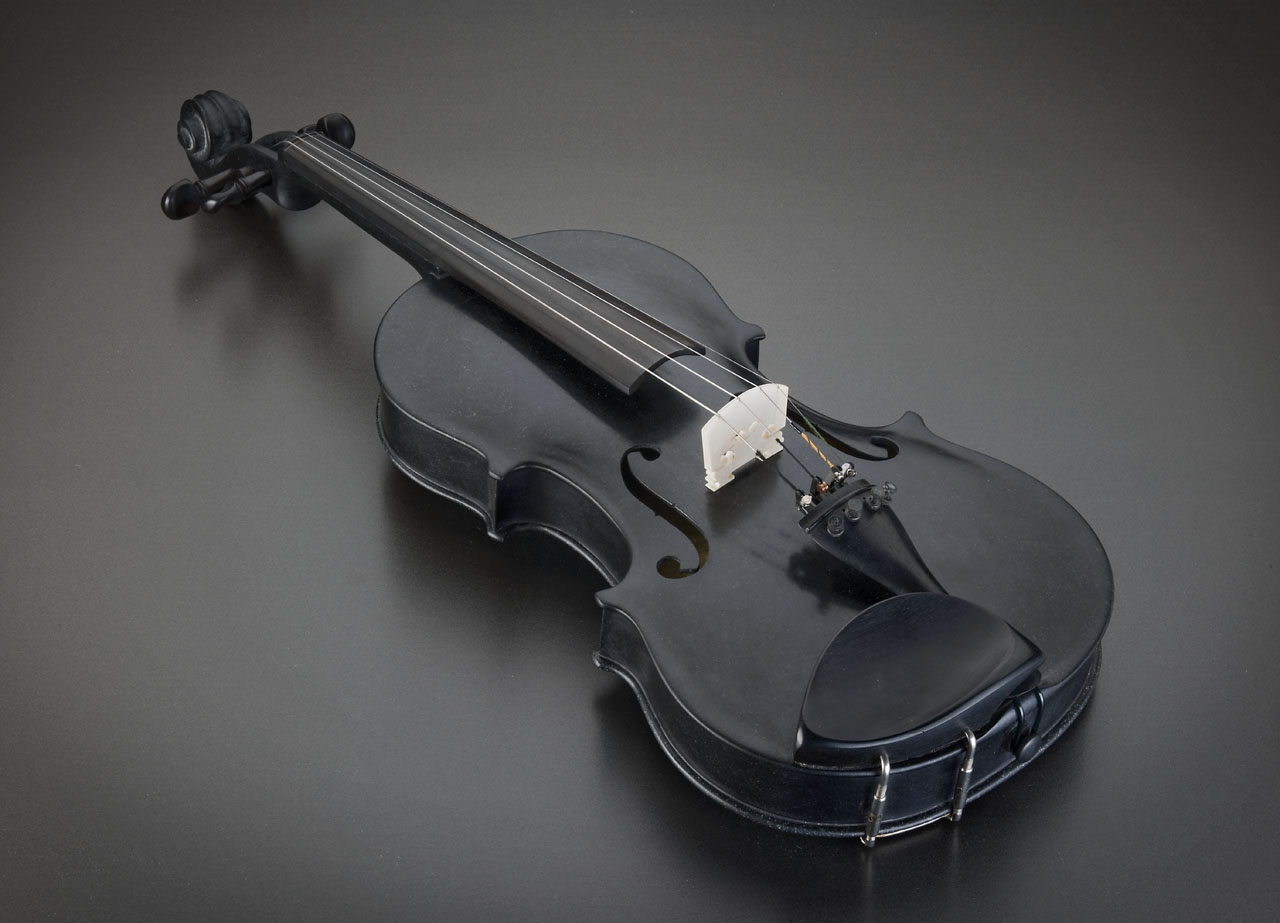
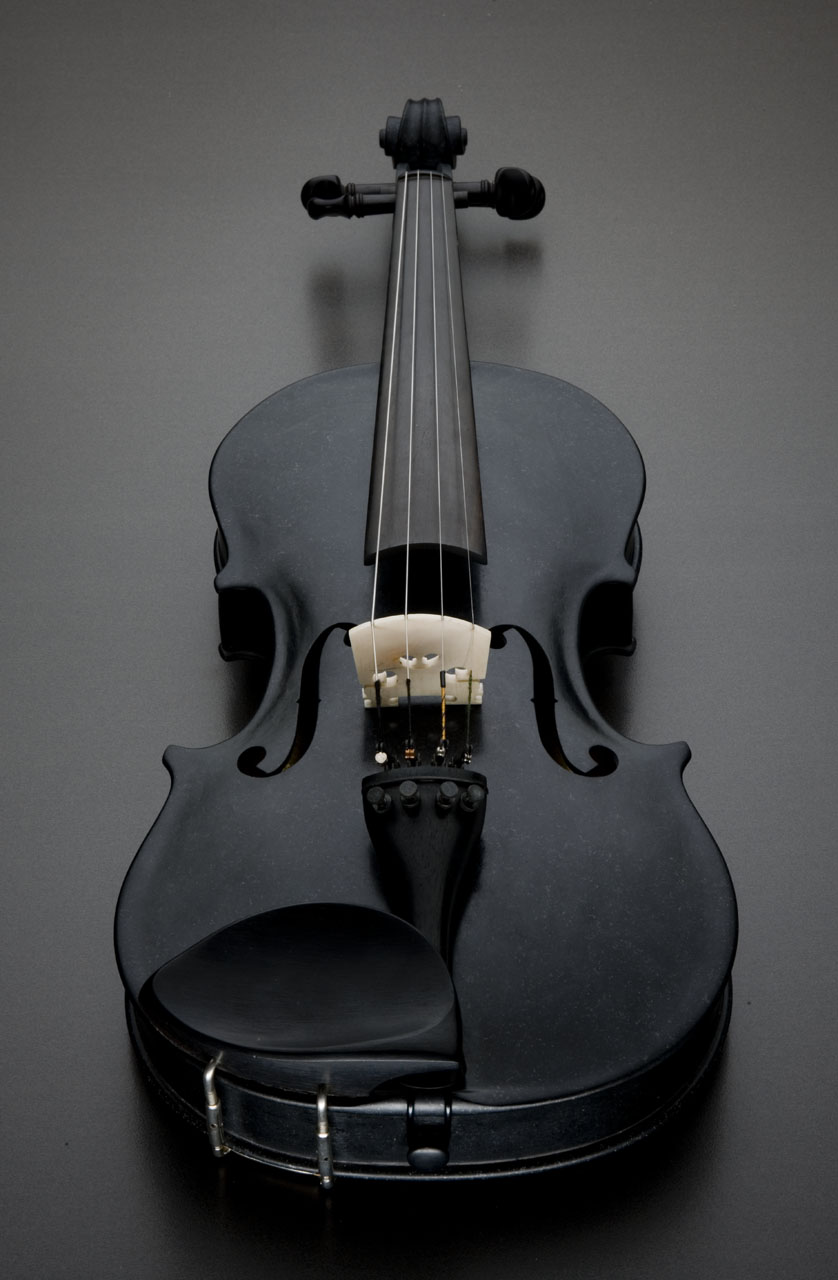
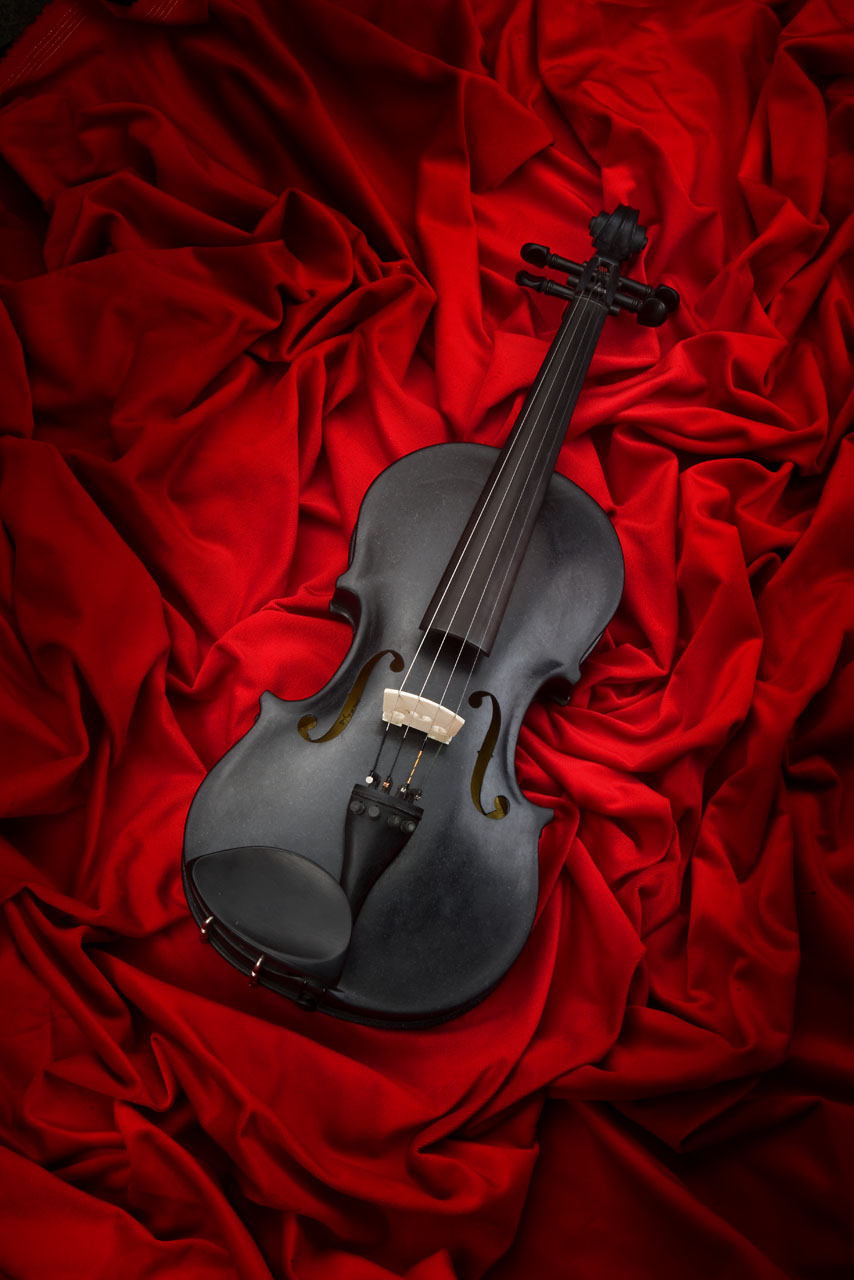
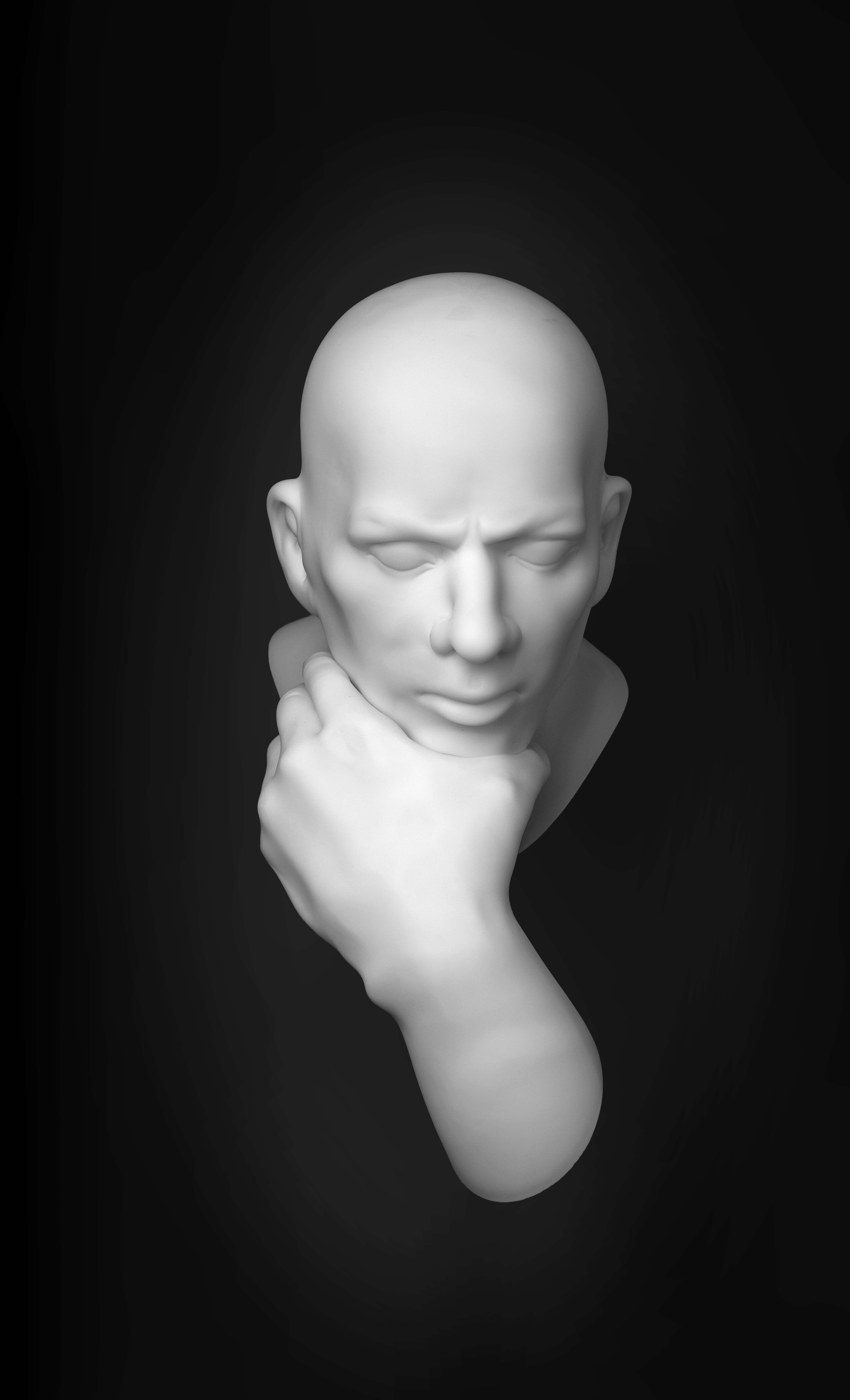